# Coffi Codjia
Coffi B. Codjia (født 9. december 1967 i Cotonu, Benin) er en fodbolddommer fra Benin. Han har dømt internationalt siden 1994. Codjia dømte under VM 2002 og 2006, Confederations Cup i 1999 og 2003 samt African Cup of Nations i 2000, 2002, 2004, 2006, 2008, og 2010
Codjia var en af de 38 kandidater til at dømme ved VM 2010.
Codjia dømte kampen mellem Algeriet og Egypten under African Cup of Nations 2010. I alt tre røde kort blev uddelt til de algeriske spillere. Efter kampen besluttede, CAF at suspendre Coffi for at forglemme at give et rødt kort til den algeriske målmand Faouzi Chaouchi, da han gav dommeren en skalde. Han, glemte også at få det med i rapporten. Chaouchi havde set sig sur på Coffi efter at han havde opfordret til et egyptisk straffespark, som endte med at mislykkes. Dette fik ham til at konfrontere dommeren og give ham en skalde. Coffi gav kun et gult kort til Chaouchi for hans opførsel. Til slut blev, Chaouchi sendt ud af kampen efter at han havde modtaget sit andet gule kort. Denne hændelse og den efterfølgende suspension er sandsynligvis en del af grunden til at han ikke var opført på listen over tjenestemænd for VM i 2010.

## Karriere

### VM 2002
- Costa Rica – Tyrkiet  (gruppespil)

### VM 2006
- Ecuador – Costa Rica  (gruppespil)
- Saudi-Arabien – Spanien  (gruppespil

### Turneringer
- VM 2002 og 2006
- Kvalifikation til VM 2006 og 2010
- Confederations Cup 1999, 2003 og 2009
- Africa Cup of Nations 2000, 2002, 2004, 2006, 2008 og 2010
- AFC Asian Cup 2004
- FIFA Club World Cup 2007